# Molgolaimus haakonmosbiensis
Molgolaimus haakonmosbiensis is een rondwormensoort uit de familie van de Desmodoridae. De wetenschappelijke naam van de soort is voor het eerst geldig gepubliceerd in 2009 door Portnova.